# 絕對零度 (電視劇)
《絕對零度》，日本富士電視台和共同電視台聯合製作的電視劇系列，為富士電視台週二晚間九點連續劇系列，共有四季，前兩季由上戶彩主演，而後兩季則由澤村一樹主演。
- Season1「絕對零度〜未解決事件特命捜査〜」（2010年4月13日 - 2010年6月22日 / 全11集）[1]
- Season2「絕對零度〜特殊犯罪潛入捜査〜」（2011年7月12日 - 2011年9月20日 / 全11集）[2]
- Season3「絕對零度〜未然犯罪潛入捜査〜」（2018年7月9日 - 2018年9月10日 / 全10集）

- Season4「絕對零度〜未然犯罪潛入捜査2〜 」（2020年1月6日 - 2020年3月16日 / 全11集）

## 概要
2009年11月1日，日本警視廳刑事部搜查一課內部設立「特命搜查對策室」，專門解決被稱為「Cold Case」的臨近追訴時效的未解決事件。電視劇的故事就是以現時中的「特命搜查對策室」為舞台展開。是自《破案天才伽利略》和《33分偵探》之後富士電視台又一部一話完結的懸疑劇。
主演上戶彩是自2008年的《富家女與窮太郎》之後再一次主演火九劇。共演的宮迫博之約4年之後再次出演民放連續劇，北大路欣也約35年來再次出演富士電視台製作的現代連續劇。
劇集的宣傳標語是「這個世界上，有個名為『未解決』的地獄。」。
「絕對零度」是熱力學的最低溫度（−273.15℃），但此下限值僅存在於理論，現實中不可能達到此溫度。劇名有著「任何案件都不會完全凍結，未解決事件也不會就此結束」之意。
2010年4月16日，劇集在「富士電視台 On Demand」開放網路下載。
2018年4月17日，日方有情報指出將在夏季7月檔製播第三季，並將播出時段移動到9月。

## 故事大綱
警視廳搜查一課新設置的「未解決事件特命搜查對策室」，三個月前調來了新人女刑事櫻木泉（上戶彩 飾），她強烈個性，極富正義感，不肯輕易放棄，善於從獨特的視角分析案件，希望盡可能解決那些沉積多年的懸案。但是她與其他同事不同的價值觀與辦案方式也常常導致搜查對策室內部的衝突。櫻木在室長長嶋秀夫（北大路欣也 飾）等人的幫助下作為刑事一步步成長。
第三季到第四季改為月9檔，主角換為个性、想法独特，令人摸不着头绪，但其实是前公安精英警官的井泽範人（澤村一樹 飾），由于某起案件而被左迁至总务部资料课担任室长。而资料课表面上看似问题人物的集合地，但其实暗地里进行着某项专案。这里集合了日本国民的个人情报、全国监视器影像、电子邮件、电话等通讯内容，进行大数据解析，并与15年来各种犯罪档案比对、统计，找出未来有可能引发“杀人”等重大犯罪的高危险族群。资料课的任务是阻止“未發生的”危险人物进行犯罪。但从数据比对出的“危险人物”只会有名字，无法得知何时、何地、原因等详细资料。资料课成员们将进行潜入搜查找出真相，而主角井泽範人因為遭遇滅門慘案，身兼英雄與惡魔雙重性格，總在危險的邊緣臨危一線，不是單純的正面角色，十分有看點。本劇不但為收視率低迷多時的月9挽回雙位數收視成績，更獲得紐約國際廣告節電視劇部門銅獎，上一次獲獎的日本電視劇是《HERO》。

## 登場人物

### 警視廳搜查一課→特命搜查對策室→特命搜查第4係
- 櫻木泉（25→27→34） - 上戶彩（第三季特別演出）（粵語配音：莎拉）

故事的主人公。巡査部長。小時候雙親就離異，由母親撫養長大。長嶋暱稱她為「小龜」（カメ），自信心很高。對案件調查十分熱忱，很少回家，常在對策室通宵工作，把對策室當作住所。頭髮常因為不善打理而非常凌亂。愛吃香蕉。辦案時習慣用筆記本記下事件的詳細情況，儘管不一定對案件的調查有幫助，但很多細節問題都因此最後被發現。具有強烈的正義感，同時會站在被害者家屬的角度觀察問題。警部補。第三季中她在执行秘密任务时突然失踪，音信全无，之後整個特命搜查對策室也解散。由于害怕世人指责，警视厅把樱木的失踪定性为不适宜公布真相，没有认真调查就草草结案。
- 塚本圭吾（38→享年39） - 宮迫博之（雨上決死隊）（Season1、Special、Season2劇情中的回憶部分演出）（粵語配音：楊啟健）

巡査部長。原機動搜査隊。血型B型。武藝高手，對策室內少有的武道派。之後在特別篇中，不幸殉職死亡。
- 瀧河信次郎 (31) - 桐谷健太（Season2）（粵語配音：楊啟健）

巡査部長。在第二季中作為塚本之後繼加入，具有很好的記憶力以及空間感，對任何小事都不會遺漏的觀察力，擅長跟蹤臥底，人稱"變色龍"。受室長長嶋所託負責指導負責執導櫻木。在劇中因檢查出青光眼而決定退休。
- 高峰涼子（35→36） - 山口紗彌加（粵語配音：姜嘉蕾（S1）、陳子瑩（S2））

警部補主任。本廳犯罪資料組所屬的原犯罪資料專家。
- 深澤祐樹（32→33） - 丸山智己（日语：丸山智己）

警部主任。頭腦派，冷靜沉著，但言語刻薄。
- 白石晉太郎（58→59） - 中原丈雄（日语：中原丈雄）（粵語配音：黃志成）

巡査部長。對策室中最年長的成員。
- 倉田工（45→46） - 杉本哲太（粵語配音：利耀堂）

上席警部，特命搜查對策室係長。
- 長嶋秀夫（56→57） - 北大路欣也（第三季特別演出）（粵語配音：黃志明）

警視正，特命搜查對策室室長。人望深厚，周圍的人都對他非常信賴。
- 板倉麻衣 - 田中道子（日语：田中道子）（第三季人物，第四季第一集回想）（粵語配音：張雪儀）

巡査長，第四季第一集與南彦太郎結婚。

### 警視廳總務部→資料課→資料分室未然犯罪捜査班
- 井澤範人（50） - 澤村一樹（第三季人物）（粵語配音：蘇裕邦）

第三季主角，從公安部外事第二課調來資料課冷板凳的警部補，擔任未然犯罪班队长，前公安精英。表面上笑嘻嘻的，看起来有点滑头，但偶尔也会展现出冷酷无情的黑暗的一面。因为有若干惹人同情之处，所以遇到他的人绝对料不到他竟是公安出身。知识渊博具敏锐洞察力，由于当公安时的经历，所以擅长卧底搜查。被公安時代破獲的組織報復，殺掉妻女，導致嫉惡如仇，被公安判定為危險人物调冷板凳，但實際執行未然犯罪專案。
- 山内彻 - 横山裕（第三季人物）

巡查部長总务部资料科分室搜查员。原特殊搜查班成员。一年前他的前辈兼搭档樱木泉神秘失踪，搜查班就此解散，他也调到了搜查一科。但他始终不放弃调查樱木的下落，同时也对警察组织产生了不信任感，并因此与上司发生冲突，被调到资料科。具有天生的正义感，性格直率，也因此容易受伤害。不十分認同所謂的未犯搜查，尤其是這個部門遊走於法律邊緣的搜查方式。
- 小田切唯 - 本田翼（第三季人物）（粵語配音：王夢華）

巡查部長总务部资料科分室搜查员。原生活安全科女警，因为对色狼嫌疑人施加不必要的暴力而被贬到资料科。是个抖S，对男性异常冷漠，行为粗鲁。她这种性格的形成与其过去的隐秘遭遇有关。为了变得强壮，她学习了各种格斗术，自成并一派，非常厉害。另一方面，她心地单纯，同情受害者。
- 南彦太郎 - 柄本时生（第三季人物）

巡查長总务部资料科分室搜查员。入职以来一直在资料科工作，持续輸入过去案件的资料。不擅长与人交流，总是躲避到电脑的世界中。他把资料科当成自己的地盘，而“未犯”系统在这里运转打乱了他自己的节奏，对此一点也不感到有趣。
- 田村薰 - 平田满（第三季人物）

巡查部長总务部资料科分室搜查员。举止可疑，把“对不起”当成口头禅，因此与周围的人格格不入，在各部门调来调去。也因此學到不少技巧，跟关系不错的小偷学习了偷窃的技巧，也掌握了鉴识技术，对于事事都要自立更生的“未犯”团队来说是一个不可或缺的存在。

### 警視廳刑事企劃課
- 東堂定春 - 伊藤淳史（第三季人物）（粵語配音：楊啟健）

警部，刑事企劃課特別搜查官，未犯搜查系統的負責人，第三季中心人物，負責下達指令及提供電腦資料，但不會參與實際的搜查行動，深信未犯搜查系統的重要，因此特別召集在其他部門視為頭痛人物的人員擔任搜查人物。

### 警視廳科學搜查研究所
- 大森紗英（31→32） - 北川弘美（粵語配音：張雪儀）

警視廳科學捜査研究所（擔任法醫學、化學）→特殊犯罪偵查對策室搜查支援分析班分析研究員。
- 竹林匠（27→28） - 木村了（粵語配音：簡懷甄）

警視廳科學捜査研究所（擔任物理學）→特殊犯罪偵查對策室搜查支援分析班分析研究員。穿著帕克上衣，戴著眼鏡。雖然擔任是科學方面的事情，不過對於奶奶求來的護身符卻是把它當成心靈上的慰藉。
- 秋山透 - 南圭介（日语：南圭介）（粵語配音：趙錦標）

警視廳科學捜査研究所（擔任DNA、微物鑑定）。是「小夢」這個角色的瘋狂愛好者。

### 警視廳第二分廳舍
- 道尾行成 - 永田彬（日语：永田彬）（粵語配音：簡懷甄）

新人警察官。
- 三井朋美 - 齊藤惠美（日语：齋藤めぐみ (女優)）（粵語配音：謝穎茵）

職員。

### 其他
- 泉的母親（聲音演出） - 兎本有紀（日语：兎本有紀）
- 畑山昭子 - 堀内敬子

在特別篇中射殺塚本圭吾的人，事實上則是受到木幡雄一的操控。
- 宇佐美洋介 - 奥野瑛太

殺害井澤範人妻子與女兒的兇手，但因證據不足，只因其他案件入獄，在第三季第七集出獄。
- 篠田浩輝（本名：水島歩）〈28〉 - 高杉真宙

第四季人物。
- 北見俊哉 - 上杉柊平（日语：上杉柊平）

第四季人物，法務省官僚。
- 曽根崎正人 - 浜田学（日语：浜田学）

第四季人物，公安部部長，警視長。
- 井澤康子 - 田山由起（日语：田山由起）

第四季人物，井澤範人的亡妻。
- 井澤希 - 牧野羽咲（日语：牧野羽咲）

第四季人物，井澤範人的亡女。

### 各話登場人物

#### 絕對零度-未解決事件特命搜查
Case.1 東都銀行3億圓事件
- 大貫清美（當時25） - 宮下友美

案發時擔任東都銀行中之橋支店銀行職員。3億圓侵吞事件的嫌疑人。動機是替父親償還債務。
- 飯島友江（當時25） - 松岡惠望子（日语：松岡恵望子）

同上。3億圓侵吞事件的嫌疑人。動機是面臨破產。
- 迫田麻衣（當時25） - 小松彩夏

同上。3億圓侵吞事件的嫌疑人。動機是替戀人宮本償還債務。
- 宮本弘史（當時27） - 德秀樹

麻衣的前男友。經營餐廳。
- 田神慎二（當時29）- 塚原大助（粵語配音：簡懷甄）

清美的前男友。經營遊戲公司。
- 木村行信（當時49） - 渡邊憲吉（日语：渡辺憲吉）（粵語配音：黃志明）

案發時擔任東都銀行中之橋支店的支店長。
- 大貫聰子 - 朝加真由美（日语：朝加真由美）（粵語配音：張雪儀）

清美的母親。生活窘困，在超級市場打工。
Case.2 富士見醫大研修醫殺害事件
- 日向葵（當時25） - 原田佳奈

事件的被害人。案發時是富士見醫大的研修醫。
- 桐山義之 - 大高洋夫（日语：大高洋夫）（粵語配音：黃志明）

葵的上司，富士見醫大的醫師、外科部長。
- 野宮冬樹（当時27） - 室剛

案件的第一發現者。經營花店。
- 野宮千秋（本姓：佐佐木） - 高久千種（日语：高久ちぐさ）

現時是富士見醫大的護士長（案發時是護士）。冬樹的妻子。
- 東海林光輝 - 中村靖日（日语：中村靖日）（粵語配音：利耀堂）

富士見醫大的醫師。
- 立花志保 - 阿南敦子（日语：阿南敦子）（粵語配音：張雪儀）

案發時是富士見醫大的護士長。半年後辭去護士長職務。
Case.3 黑髮女性連續殺人事件（神的處刑事件）
- 合田昌人 - 伊藤洋三郎（日语：伊藤洋三郎）

直規的父親。原職業高爾夫球選手。
- 合田直規 - 札內幸太

在高爾夫球練習場打工。
- 野坂美里（當時27） - 東加奈子（日语：東加奈子）

經營顧問。8年前開始發生的「神的處刑事件」的其中一名被害人。
- 田口成美（當時27） - 大矢敦子（日语：大矢敦子）

自由攝影師。8年前開始發生的「神的處刑事件」的其中一名被害人。
- 田口健史 - 遠藤龍雄（日语：遠藤たつお）

成美的父親。
- 野坂雅子 - 佐藤直子（日语：佐藤直子 (女優)）

美里的母親。
- 內山 寛子（28） - 勝俣幸子

室內設計師。她的遺體在河川敷被發現。
- 佐久間誠司　-　國枝量平（日语：国枝量平）

管理官。
- 古賀康之　-　矢島健一（日语：矢島健一）（粵語配音：簡懷甄）

蒲田南警察署殺人犯係長。
Case.4 中學理科教師失踪事件
- 朝倉聰（當時41） - 中野英樹（粵語配音：趙錦標）

駒木中學校到教師，兼任天文部的顧問。11年前失踪，現時他已經白骨化的遺體被一個不明來歷的包裹送到4係。
- 火浦忠廣 - 遠藤雄弥（中學時代：清水尚彌（日语：清水尚弥））

朝倉失踪時的天文部員。生性孤獨。当時夢想成為宇航員。現時靠當日沖銷賺取生活費。從樓上摔倒地面，意識不明。天涯孤独。朝倉的骸骨就是他送往4係。
- 水木丈太郎 - 金井勇太（日语：金井勇太）（中學時代：加藤将太）（粵語配音：竺諺鴻）

朝倉失踪時的天文部員。当時夢想成為出色的美容師，現時和女友整天混在彈珠機店。
- 風間進 - 北条隆博（中學時代：米本來輝（日语：米本来輝））（粵語配音：簡懷甄）

朝倉失踪時的天文部員。当時夢想開設公司，現時是公司職員。
- 四之宮真紀 - 篠原真衣（日语：篠原真衣）（中學時代：瓜生美咲）（粵語配音：謝穎茵）

朝倉失踪時的天文部員。實現了少年時代的夢想，現時是出名的新聞主播。
- 南勝昭　-　紺野相龍（日语：紺野相龍）（粵語配音：黃志明）

Case.5、6 學校飼育動物連續殺傷事件、千山兒童交流會殺傷事件
- 澤井春菜（16） - 福田麻由子（5年前：大森絢音）

高校生。以假名欺騙警方，意圖找出千山兒童交流會殺傷事件的真正兇手。是由紀的小學同學，最初一起動物殺傷事件的第一發現者。
- 澤井秋繪 - 鳥居香織（日语：鳥居かほり）

春菜的母親。千山兒童交流會殺傷事件以來，一直為女兒擔心。
- 阿久津政司 - 村田充

5年前作為千山兒童交流會殺傷事件的嫌疑人被逮捕。3年後執行死刑。
- 村山武實 - 師岡三智雄（日语：モロ師岡）

大西警察署的刑事，泉的原上司。預定下個月退休。
- 宮田由紀（當時10） - 遠藤由實（日语：遠藤由実）

5年前千山兒童交流會殺傷事件的其中一名被害人。当時是小学生。
- 宮田夕子 -

由紀的母親。
- 谷口康夫 - 小濱正寛（日语：小浜正寛）

東京都學校飼育動物推獎會的職員。千山兒童交流會殺傷事件當日離案發現場很近。
- 門倉洋治 - 西本龍樹

Case.7 六本木IT會社社長殺人事件
- 桝山一弘（當時29） - 松尾敏伸（日语：松尾敏伸）（粵語配音：簡懷甄）

六本木IT會社社長殺人事件的被害人。IT企業「Future Steps」社長。通過強行兼併壯大公司。2005年診斷出患上急性骨髓性白血病，3個月後接受骨髓移植手術。之後3個月內一直使用假名與千尋成為筆友。
- 横川茂人 - 三浦誠己（日语：三浦誠己）

「Future Steps」會計主任。桝山死後，就任社長。
- 木戶聰史（當時32） - 野中隆光（粵語配音：趙錦標）

青山保全的警衛。案發當日擔任「Future Steps」的警衛，涉嫌殺害桝山而被逮捕。
- 真野誠一 - 大橋智和

桝山的舊識，「Future Steps」創立初時的職員。因為和桝山意見對立而辭職，之後和妻子惠里（佐藤綾飾演）一起經營流動麵包攤檔。
- 安藤千尋 - 近藤里沙（日语：近藤里沙）（粵語配音：謝穎茵）

佐希子的女兒。父親在因交通事故去世之後，骨髓移植給桝山。
- 安藤佐希子 - 松元夢子

千尋的母親。因為1000萬圓的不明轉賬，而被警方懷疑。
- 田中和彥 - 木川淳一

桝山和木戶經常光顧的酒吧的店長。
- 高木英男 -　隈部洋平（日语：隈部洋平）（粵語配音：簡懷甄）

六本木IT會社社長殺人事件的檢察官。
- 吉岡知加子 -　神農幸（日语：神農幸）（粵語配音：謝穎茵）

桝山的秘書。案件的第一發現者。現時已經從「Future Steps」辭職。
Case.8、9 杉並女子高中生誘拐殺人事件
- 本谷翔子（得年17） - 志保

杉並女子高中生誘拐殺人事件的被害人。案發時是高中生，放學途中被綁架並遭殺害。
- 小栗太一（43） - 瀧藤賢一

精密機械工場的原作業員。杉並女子高中生誘拐殺人事件的嫌疑人。
- 本谷拓郎 - 中根徹（日语：中根徹）

翔子的父親。民自黨的國會議員。案發時正和情人偷情。
- 本谷惠理子 - 宮田早苗（日语：宮田早苗）

翔子的母親。
- 美山昭 - 菊池均也（日语：菊池均也）

東都新聞記者。
- 仙道豐（當時35） - 大塚和彥

中古車修理工。高峰犯罪資料組時期鑑別的犯人。因為大量的媒體報導壓力導致自殺。
- 仙道多喜子 - 山口美也子（日语：山口美也子）

仙道的母親。因為兒子的自殺而責備高峰。
- 河野仁志 - 飯田基祐（日语：飯田基祐）

其獨生女美香的死與本谷拓郎有間接關係。
- 河野美香 - 米村美咲（日语：米村美咲）

河野的女兒，當時是高中生。因為從樓梯墮下引致腦膜出血去世。
- 畑田隆二（39） - 齊藤陽一郎（日语：斉藤陽一郎）

暴力集團成員。有傷人前科。
Case.10 東京理工大學講師殺人事件
- 淺井政文（當時37） - 齋藤步（日语：斎藤歩）（粵語配音：簡懷甄）

東京理工大學講師殺人事件的被害人，同大學基因工程學研究室的講師。性格惡劣，在研究室內裝置竊聽器，用別人的秘密來威脅別人。
- 三枝英之 - 二階堂智（日语：二階堂智）（粵語配音：黃志明）

東京理工大學基因工程學研究室的準教授。案件的第一發現者。
- 廣田拓真（當時21） - 若葉龍也

酒吧的店員。和淺井在店內發生矛盾，前往研究室道歉的時候，發現淺井的遺體。被三枝和大學院學生撞見，廣田驚慌地逃離現場，在階梯上跌落死亡。
- 園田道雄 - 浅野和之（日语：浅野和之）（粵語配音：黃志成）

東京理工大學教授。基因工程學的權威。
- 樋口瑶子 - 友坂理惠（粵語配音：謝穎茵）

東京理工大學基因工程學研究室的助教。案發時是研究員。15年前對人生和前途迷惘的她在咖啡店打工時遇到園田，受到園田的鼓勵後，參見大學入學資格檢定，考上東京理工大學。
- 矢野正史 - 宮地大介

酒吧經營者。是廣田從少年院出所的擔保人。
- 野崎晃弘（32） - 菟田高城（日语：ウダタカキ）

東京理工大學基因工程學研究室的助教。與樋口是大學時代的同學。
- 杉浦章 - Tampopo Osamu

樋口打工的咖啡店的經營者。
Last case 巡查部長射殺事件
- 橋本幸生（當時30） - 青木伸輔（日语：青木伸輔）（粵語配音：簡懷甄）

暴力集團大石組的組員。因涉嫌殺人而遭到通緝期間射殺百瀨。
- 百瀨邦弘（當時32） - 黃川田將也（粵語配音：黃志成）

捜査一課的刑事。追捕橋本時遭射殺，被認為是光榮殉職，追加升為警部。
- 中馬武彥 - 北見敏之（日语：北見敏之）

殺人犯係的刑事。白石20年來的好友。
- 山口亮二 - 袴田吉彦（日语：袴田吉彦）（粵語配音：利耀堂）

殺人犯係的刑事。巡查部長射殺事件後，轄區變動。
- 百瀨靜香 - 紺野真晝（粵語配音：謝穎茵）

百瀨的妻子。
- 百瀨 望 - 今井悠貴

百瀨的兒子。患有先天性心臟病，百瀨殉職後獲得巨額保險金而得到先進的治療，現時已經參加少年棒球隊。
- 橋本里 - 田島令子（日语：田島令子）（粵語配音：張雪儀）

橋本的母親，經小料理店。
- 村岡 - 佐藤一平（粵語配音：黃志成）

少年棒球隊練習場的作業員，實際上是整形後的百瀨。
- 田淵 - 林和義（日语：林和義）

少年棒球隊練習場的作業員。
- 近田 - 坂田聰（日语：坂田聡）（粵語配音：簡懷甄）

少年棒球隊練習場的作業員。

#### 絶對零度-未解決事件特命搜查Special
八王子都營住宅女性刺殺事件（八王子事件）/板東婦產科醫院殺人放火事件
- 張伊玲（當時22） - 菅野莉央

偷渡到日本的中國女子。為了賺錢成為販賣人口集團的成員之一，將生下的嬰兒賣給了野澤夫妻。為防事跡敗露，被與不法集團勾結的婦產科醫師殺害。
- 板東良平（56） - 吉田鋼太郎
- 立花隆一（49）- 草野康太（日语：草野康太）
- 畑山昭子 - 堀内敬子（第二季特別演出）

與不法集團勾結的婦產科醫師及護士長。
- 野澤誠二（57）- 長谷川公彦
- 野澤秀子 - 藤吉久美子（日语：藤吉久美子）

因不孕而鋌而走險，以金錢交易的方式收養嬰兒的夫妻。
- 野澤咲 - 高畑充希

野澤夫妻的養女。伊玲的親生女兒。
- 三原敦夫 - 山崎一（日语：山崎一）
- 山本基喜（27）- 柳下大（少年期：吉岡澪皇）
- 梅 - 加藤侑紀

伊玲的友人。事件目撃者。

#### 絕對零度-特殊犯罪潛入搜查
Case.1 - 2 消費者組織股價操縱殺人案件
- 飯野正也 - 田中幸太朗（日语：田中幸太朗）
- 藤井香織 - 前田亞季
- 日高信之 - 和田聰宏（日语：和田聰宏）
- 朝倉千佳子 - 戸田菜穂
- 田中茂夫 - 左右田一平（日语：左右田一平）
- 渡邊理沙 - 岡田千穗（日语：岡田ちほ）
- 澤田知己 - 平岳大（日语：平岳大）

Case.3 MNP研究員殺人事件
- 三木悟 - 水橋研二（日语：水橋研二）

補習班講師。前MNP研究員、野田大學時代的友人。
- 野田祐二 - 内倉憲二

醫療機関MNP藥物開發研究小組所屬研究員。發現治療病症的新藥有致癌成分，暗中交付三木後被滅口。
- 北村正宗 - 阪田雅信（日语：阪田マサノブ）

醫療機関MNP副所長。
- 東海林俊哉 - 小木茂光（日语：小木茂光）

醫療機関MNP所長。
- 横井重彦 - 古川伴睦（日语：古川伴睦）

負責MNP安全管理的太平洋保全警衛。野田事故隔天後失蹤。被東海林襲擊重傷身亡。
- 藤田伸次 - 小島康志

太平洋保全警備主任。
- 川村賢次 - 宮沢大地
- 小淵圭三 - 麻倉卓也
- 海部利通 - 川崎賢一

MNP研究員。
- MNP研究員 - 八幡朋昭
- 弗拉德米爾・馬魯可夫 - GREGORY

俄羅斯製藥公司職員。與北村密謀取得NMP新藥情報，並向北村提出高薪挖角。
- 関東醫大醫院小兒科護理師 - 葛西幸菜（日语：葛西幸菜）

Case.4 教應學校連續兒童誘拐事件
- 氏家嘉子 - 七瀬なつみ（日语：七瀬なつみ）

教應學園小學部教務主任。教學嚴格的教育家。
- 福井正惠 - 牧野綠子（日语：キムラ緑子）

教應學園校長。身患絕症，只有3個月壽命。希望通過綁架這種事情，讓父母更多地關心孩子。
- 大塚則人 - 青山和也

教應學園小學部學生。浩太唯一的朋友。
- 大塚美保子 - 高田和加子

則人的母親。
- 三峰浩太 - 戸谷驅（日语：戸谷駆）

教應學園小學部學生。
- 諸角- 大口兼悟（日语：大口兼悟）

誘拐犯。
- 橋場 - 鹿内大嗣（日语：鹿内大嗣）

教應學園小學部教師。
- 島津幹夫 - 前野朋哉（日语：前野朋哉）

諸角的朋友。
Case.5 防範地圖危險區與連續毆打事件
- 前島誠司【連續毆打事件犯人】 - 高杉亘（日语：高杉亘）（6歳：宮澤秀羽）

科學警察研究所犯罪預防研究室研究員。為了兒童的安全進行社區安全調查。小時的親身經歷所導致的創傷後症候群，只要發現想對幼童下手的歹徒，就會著了魔似的襲擊歹徒。
- 前島瑞貴（當時7歳） - 皆川陽菜乃

誠司的姐姐。在暗巷內被歹徒殺害。　
- 梶田真之【共犯】 - 松林慎司（日语：松林慎司）

超商店長。受窪田雇用綁架小孩。
- 戸山加奈 - 田島由美佳（日语：田島ゆみか）

大學建築系學生。
- 木田智子 - 小宮詩乃

主婦。
- 窪田修輔 - 若林宏二

都市開發設計研究所所長。接受建設公司委託，為了取得土地開發權，故意製造綁架事件並放出「只有重新開發才能改善治安」的風聲，逼迫地主出售土地。
- 高峰詩織 - 毛利恋子（日语：毛利恋子）

警部補主任高峰涼子的女兒。
- 世田谷中央警察署塚越交番巡査 - 塚本浩二

Case.6 有働集團社長收藏搶劫事件
- 椎名清剛 - 石黑賢

著名西畫家。原先臨摹名家作品，出色的作品受有働會長讚賞，後來成為獨當一面的畫家。為了取得名畫真跡，假裝與同樣希望區的真跡的上原畫廊勾結，但沒有將真跡偷出，而是偷偷用贋品調包。對於自己的行為感到愧疚，最後決定自首。
- 有働和利 - 濱田晃（日语：浜田晃）

有働集團前會長。鼓勵椎名創作的收藏家。
- 有働三奈子 - 霧島麗香

有働的女兒。依照父親遺志，將父親收藏的名畫真跡送給椎名。
- 村山慎二 - 松永英晃（日语：松永英晃）

有働集團前會長官邸的管理人。被入侵的歹徒殺傷，最終不治身亡。
- 内山和生- 市川訓睦（日语：市川訓睦）

上原畫廊的椎名作品管理人。
- 上原秀典 - 井上肇（日语：井上肇）

上原畫廊負責人。
Case.7 珠寶店連續搶劫事件
- 深星秋信 - 鈴木一真（日语：鈴木一真）

高級社區「聖山華城」住戶。任職外商證券公司。雷曼兄弟破產事件（Lehman Shock）後陷入經濟困境，必須開源節流，除正職工作外，與好友大熊會在化學工廠打工。
- 深星怜奈 - 野波麻帆（日语：野波麻帆）

同上。秋信的妻子、主婦。被經濟壓力逼的走投無路，進而犯下珠寶店的搶案。
- 大熊哲也 - 笠原紳司（日语：笠原紳司）

同上。不動産企畫開發公司的共同經營者之一。似乎與深星有相同的經濟壓力。
- 大熊夏美- 西山繭子（日语：西山繭子）

同上。哲也的妻子、専業主婦。
- 杉山泰蔵 - 大谷亮介（日语：大谷亮介）

杉山珠寶店店主。
- 參加聯誼的男性 - 小澤一敬（日语：小沢一敬）、谷大輔、夛留見啓助

Case.8 Always 在線女性會員連續獵奇殺人事件
- 荒木貴則 - 岡田義徳

購物網站「Always.net」的客服中心主任。對母親尖銳且偏高的聲音有深刻的印象，自此產生偏差行為，想聽到這樣的聲音在指責自己，卻又想阻止這樣的聲音繼續刺激自己。由幕後黑手協助，竊取警視聽資料，竄改證據及掉包凶器，將殺人罪推給捜査支援分析班成員竹林，誤導警方辦案方向。因拒絕繼續與幕後黑手合作而被（川島）射殺。
- 森下賢治 - 村杉蝉之介（日语：村杉蝉之介）

購物網站「Always.net」的客服中心主任。
- 田山 - 關根洋子

購物網站「Always.net」的客服中心職員。
- 矢口佳美 - 古賀久美子（日语：古賀久美子）

連續獵奇殺人事件第1位被害者。粉領族。
- 關口紀子 - 石川香織

連續獵奇殺人事件第2位被害者。家庭主婦。
- 中川理惠 - 山口幸

連續獵奇殺人事件第3位被害者。製造商內勤。
- 上村容子 - 羽村純子（日语：羽村純子）

連續獵奇殺人事件第4位被害者。銀行行員。以上4人皆為「Always.net」會員，因收到的商品不符而向客服申訴。4人聲調皆屬於偏高且尖銳，與荒木親生母親的聲音相似，燃起了他殺人的慾望。所有被害者皆被割喉，嘴巴都被縫死。
- 占卜師 - 須永千重（日语：須永千重）
- 荒木的母親（回憶） - 藤井亞紀

對孩子管教相當嚴格。
- 向客服申訴的女性聲音 - 田野惠（配音演出）

特殊犯罪捜査班為了找出犯人特別變造的聲音。
- 「丹羽香苗」及「鎌田知美」的聲音 - 水野麻梨子（日语：水野マリコ）（配音演出）

以4位被害者的聲音合成的聲音。同樣為特殊犯罪捜査班為了找出犯人特別變造的聲音。
- 新聞播報員 - 小泉真希、中村英香（日语：中村英香）（富士電視台主播）

Case.9 - Last case 柴崎外交大臣及其女兒誘拐事件
- 柴崎順一 - 丹波義隆（日语：丹波義隆）

衆議院議員、現任外務大臣。將出席世界能源大會，女兒真結卻被人綁架，交付贖金後反被歹徒綁架。
- 關根素子 - 大谷英子（日语：大谷英子）

柴崎的私人秘書。
- 關根邦弘 - 木下政治

素子的哥哥、雜誌社記者。在雜誌專欄發表批判時事的文章，專欄結束後下落不明。
- 川島智裕 - 中村倫也

東京理工大學情報處理學系的研究生。精通電腦。
- 木幡雄一 - 中山裕介（日语：ユースケ・サンタマリア）

電腦駭客。第二季所有事件的幕後黑手，非常擅長操縱人心，與畑山及川島聯繫、不但能侵入所有資料庫及系統，並將資料作成影片公佈在影片分享網站上，還能攔截警方通訊頻道，向犯人通風報信。能替某人製造假身分、也能將某人的真實身分完全刪除。販賣所有能夠賺錢的有形或無形物品。討厭番茄。
- 柴崎真結 - 藤村聖子（日语：藤村聖子）

柴崎的女兒、大學生。被蒙面歹徒綁架。
- 柴崎幸惠 - 麻乃佳世

柴崎的妻子。
- 柴崎的事務所職員 - 小久保壽人
- 關根佳代 - 平淑恵（日语：平淑恵）

素子及邦弘的母親。患有間質性肺炎。
- SKN NEWS主播 - 中村仁美（富士電視台主播）

#### 絕對零度-未然犯罪潛入搜查
Case.01
- 富樫伸生 ‐ 武井壯

Rich West公司負責人，遊走法律邊緣經營海外成人網站。在自家事務所遇害。
- 須藤修一 ‐ 成河（日语：成河）

W&J貿易公司員工。
- 前川健次 ‐ 山本浩司（日语：山本浩司 (俳優)）

珠寶店老闆，須藤從高中時代以來的好友。
- 西田俊 ‐ 山本浩司（日语：米村亮太朗）

富樫的共同合夥人。須藤、前川的提拔者。
- 高山啓子 ‐ 谷川清美（日语：谷川清美）（粵語配音：張雪儀）

民自黨議員。
- 深瀨公平 ‐ 中野剛（日语：中野剛）

高山的秘書。
Case.02
- 藤井早紀 ‐ 黑谷友香（粵語配音：莎拉）

創意料理店店長兼餐廳老闆娘。
- 元宮七海 - 多田成美

經常光顧餐廳的女子高中生，前往深美山採集山菜時遇害身亡。
- 津田圭祐 - 笠松將（日语：笠松将）

關東女子高中生連續殺人事件的嫌犯。
- 小松原忠司 ‐ 中丸新將（日语：中丸新将）

最高法院退休法官，有意轉戰政治圈。
Case.03
- 若槻真帆 ‐ 柴田杏花（粵語配音：張雪儀）

私立榮明大學學生，1年前企圖自殺，目前在醫院治療中，尚未恢復意識。
- 湯川司 ‐ 佐野岳

網球同好會指導老師兼咖啡店老闆。
- 阿部廣樹 ‐ 落合扶樹（日语：落合モトキ）

網球同好會成員，在真帆自殺未遂引發騷動之後，就很少在同好會露面。
- 大谷昌大 ‐ 前原滉（日语：前原滉）

真帆的復健治療師，在病房內擺設許多向日葵。
- 若槻周作 ‐ 遠山俊也（日语：遠山俊也）

真帆的父親。
Case.04
- 佐伯卓郎 ‐ 小野了（日语：小野了）

菁英銀行員。與田村為同期出身。
- 立石悠馬 ‐ 小林且弥（日语：小林且弥）

銀行強盗集團的成員之一。與佐伯在西麻布的酒吧會面。
- 岡本由梨 - 佐藤玲

至銀行洽公，打算與母親移居加拿大共同生活。預定於下個月結婚。
- 岡本修二 ‐ 小杉幸彦（日语：小杉幸彦）

佐伯的同期。
- 中西管理官 ‐ 新藤榮作（日语：新藤栄作）

Case.05 - 06
- 岡崎直樹 ‐ 道枝駿佑

私立青葉中央高中2年級生，籃球社社員。
- 川上邦明 ‐ 近藤公園（日语：近藤公園）

記者。多次接近直樹。
- 岡崎治 ‐ 吉滿寛人（日语：吉満寛人）

直樹的父親，文部科學省下任事務次官熱門人選。
- 吉澤紀子 ‐ 荻野友里（日语：荻野友里）

Case.07
- 新谷啓一 - 小柳友
- 新谷涼子 - 青野楓（日语：青野楓）
- 早見由紀夫（ハヤミユキオ） - 山城琉飛
- 喜多野冬樹 ‐ 長谷川朝晴（日语：長谷川朝晴）

Case.08
- 砂田繭美 - 白石麻衣（乃木坂46）
- 神谷統一郎 - 入江甚儀
- 麻生美鈴 ‐ 信江勇
- 都築洋平 ‐ 岡部貴志
- 神谷龍太郎 - 羽場裕一

Case.09
- 石塚辰也 ‐ 高橋努
- 瀧本健三 ‐ 山田明郷
- 三城康介 ‐ 齊藤一平

Final Case
- 谷口正博 - 齊藤佑介

未犯系統未公布的零號案例，實則為系統誤判的冤案，因為被誤以為欲攜帶炸彈殺人，而被赤川武志開槍射殺。
- 相馬由紀子 -櫻井友紀
- 關志玲 - FONCHI

越南的警員，協助櫻木泉假死回到日本。
- 赤川武志 ‐ 須田邦裕（Final Case）

櫻木泉的搭擋，井澤範人妻子的前同事，在越南墜樓身亡。

## 製作
- 腳本：酒井雅秋、濱田秀哉、中邨武尊、谷和俊
- 音樂：林友樹
- 導演：村上正典（共同電視台）、岩田和行（共同電視台）
- 企劃：成河廣明（富士電視台）
- 製作人：森安彩（共同電視台）
- 共同製作人：瀧山麻土香（富士電視台）
- 美術製作：杉川廣明
- 服裝設計：山本修身
- 協助：法科學鑑定研究所
- 警察監修：杢尾尭
- 科學搜査監修：山崎昭（法科學鑑定研究所）
- 音樂協助：富士太平洋音樂出版
- 製作協會：basis、FUJI ART、VASC
- 制作：共同電視台、富士電視台

## 音樂
- 片頭曲
  - LOVE PSYCHEDELICO 「Shadow behind」（第一、二季）
- 片尾曲
  - LOVE PSYCHEDELICO 「Dry Town ～Theme of Zero～」（第一季）
  - LOVE PSYCHEDELICO 「It's You」（第二季）
  - 家入里欧 「もし君を許せたら」(第三季）
  - 家入里欧 「未完成」（第四季以及后傳）

## 各話資料
| 絕對零度～未解決事件特命搜查～（Season1）                       | 絕對零度～未解決事件特命搜查～（Season1） | 絕對零度～未解決事件特命搜查～（Season1） | 絕對零度～未解決事件特命搜查～（Season1）                            | 絕對零度～未解決事件特命搜查～（Season1） | 絕對零度～未解決事件特命搜查～（Season1） | 絕對零度～未解決事件特命搜查～（Season1） |
| 各話                                                            | 播放日期                                  | 標題 | 事件名                                                               | 腳本                                      | 導演                                      | 收視率                                    |
| --------------------------------------------------------------- | ----------------------------------------- | --- | -------------------------------------------------------------------- | ----------------------------------------- | ----------------------------------------- | ----------------------------------------- |
| Case.01                                                         | 2010年4月13日                             | 悲傷化解的日子 | 東都銀行3億圓事件                                                    | 酒井雅秋                                  | 村上正典                                  | 18.0%                                     |
| Case.02                                                         | 2010年4月20日                             | 時效七天前的魔物 | 富士見醫大研修醫殺害事件                                             | 酒井雅秋                                  | 村上正典                                  | 14.5%                                     |
| Case.03                                                         | 2010年4月27日                             | 連鎖 | 黑髮女性連續殺人事件 （神的處刑事件）                                | 濱田秀哉                                  | 岩田和行                                  | 15.5%                                     |
| Case.04                                                         | 2010年5月04日                             | 秘密 | 中學理科教師失踪事件                                                 | 酒井雅秋 中邨武尊                         | 岩田和行                                  | 12.9%                                     |
| Case.05                                                         | 2010年5月11日                             | 未解決事件與地獄之名 | 學校飼育動物連續殺傷事件 千山兒童交流會殺傷事件                      | 谷和俊                                    | 村上正典                                  | 14.7%                                     |
| Case.06                                                         | 2010年5月18日                             | 未解決事件導致心痛 | 學校飼育動物連續殺傷事件 千山兒童交流會殺傷事件                      | 谷和俊                                    | 村上正典                                  | 14.8%                                     |
| Case.07                                                         | 2010年5月25日                             | 光明與黑暗～IT社長殺人事件 | 六本木IT會社社長殺人事件                                             | 濱田秀哉                                  | 岩田和行                                  | 12.7%                                     |
| Case.08                                                         | 2010年6月01日                             | 痛哭 | 杉並女子高中生誘拐殺人事件                                           | 酒井雅秋                                  | 岩田和行                                  | 14.4%                                     |
| Case.09                                                         | 2010年6月08日                             | 解放 | 杉並女子高中生誘拐殺人事件                                           | 酒井雅秋                                  | 村上正典                                  | 14.6%                                     |
| Case.10                                                         | 2010年6月15日                             | 獻身 | 東京理工大學講師殺人事件                                             | 濱田秀哉                                  | 岩田和行                                  | 13.3%                                     |
| Last case                                                       | 2010年6月22日                             | 打碎悲傷的日子 | 巡査部長射殺事件                                                     | 酒井雅秋                                  | 村上正典                                  | 12.8%                                     |
| 平均收視率 14.4%（收視率來自關東地區，Video Research調查數據）  |                                           | |                                                                      |                                           |                                           |                                           |
| Special                                                         | 2011年7月08日                             | 悲劇の夫婦に悪魔の囁き〜 産婦人科医師の死の裏に 14年前の女性殺人事件と臓器売買〜 時を越えた父の祈りと母の後悔〜 真実を知る時、最大の未解決と衝撃の殉職が!? | 八王子都營住宅女性刺殺事件 （八王子事件） 板東婦產科醫院殺人放火事件 | 酒井雅秋                                  | 村上正典                                  | 13.9%                                     |
| 絕對零度～特殊犯罪潛入搜查～（Season2）                         |                                           | |                                                                      |                                           |                                           |                                           |
| Case.01                                                         | 2011年7月12日                             | 走り出せ! のろまなカメ | 消费者组织股价操纵杀人案件                                           | 浜田秀哉                                  | 岩田和行                                  | 15.4%                                     |
| Case.02                                                         | 2011年7月19日                             | 決断 | 消费者组织股价操纵杀人案件                                           | 浜田秀哉                                  | 岩田和行                                  | 14.2%                                     |
| Case.03                                                         | 2011年7月26日                             | 誠意の嘘 | MNP研究員殺人事件                                                    | 酒井雅秋                                  | 佐藤源太                                  | 13.1%                                     |
| Case.04                                                         | 2011年8月2日                              | 刑事失格 | 教应学校连续儿童诱拐事件                                             | 黒岩勉                                    | 佐藤源太                                  | 11.3%                                     |
| Case.05                                                         | 2011年8月9日                              | 無の殺意 | 防范地图为选区与连续殴打事件                                         | 浜田秀哉                                  | 北川学                                    | 11.9%                                     |
| Case.06                                                         | 2011年8月16日                             | 3つの嘘 | 有动社长收藏抢劫事件                                                 | 酒井雅秋                                  | 岩田和行                                  | 13.1%                                     |
| Case.07                                                         | 2011年8月23日                             | 偽りの街 | 珠宝店连续抢劫事件                                                   | 黒岩勉                                    | 佐藤源太                                  | 12.7%                                     |
| Case.08                                                         | 2011年8月30日                             | 敵、現る | Always 在线女性会员 连续猎奇杀人事件                                 | 浜田秀哉                                  | 北川学                                    | 10.7%                                     |
| Case.09                                                         | 2011年9月6日                              | 真の敵は | 柴崎外交大臣及其女儿诱拐事件                                         | 浜田秀哉                                  | 岩田和行                                  | 11.0%                                     |
| Case.10                                                         | 2011年9月13日                             | 対決の罠 | 柴崎外交大臣诱拐事件 连续数据篡改犯调查                              | 浜田秀哉                                  | 岩田和行                                  | 13.5%                                     |
| Last case                                                       | 2011年9月20日                             | 最期の日、その先に見たもの | 柴崎外交大臣诱拐事件 连续数据篡改犯调查                              | 酒井雅秋                                  | 岩田和行                                  | 16.3%                                     |
| 平均收視率 13.02%（收視率來自關東地區，Video Research調查數據） |                                           | |                                                                      |                                           |                                           |                                           |

## DVD
- 絕對零度～未解決事件特命搜查～DVD-BOX（PONY CANYON，2010年9月15日）
  - 特典碟內容〔收錄時間：85分鐘〕
    - （1）製作發表
    - （2）Special Making Film
    - （3）上戶彩Special Interview
    - （4）Theme of Absolute Zero～「絕對零度」名場面集～
    - （5）Non-credit Ending
    - （6）預告集

## 外部連結
- 絕對零度～未解決事件特命搜查～－富士電視台官方網站
- 絕對零度－緯來日本台官方網站 （页面存档备份，存于）
- 絕對零度特別篇－緯來日本台官方網站 （页面存档备份，存于）
- 絕對零度2－緯來日本台官方網站 （页面存档备份，存于）
- 絕對零度之防犯未然－緯來日本台官方網站 （页面存档备份，存于）

## 節目的變遷
| 日本富士電視台 週二晚間火九連續劇星期二21:00至21:54 | 日本富士電視台 週二晚間火九連續劇星期二21:00至21:54        | 日本富士電視台 週二晚間火九連續劇星期二21:00至21:54 |
| --------------------------------------------------- | ---------------------------------------------------------- | --------------------------------------------------- |
|                                                     | 絕對零度～未解決事件特命搜查～ （2010.04.13 - 2010.06.22） |                                                     |
| 決定不哭的日子 （2010.01.26 - 2010.03.16）          | JOKER 不被原諒的搜查官 （2010.07.13 - 2010.09.14）         |                                                     |
| 失去名字的女神 （2011.04.12 - 2011.06.21）          | 絕對零度～特殊犯罪潛入搜查～ （2011.07.12 - 2011.09.20）   | 推理要在晚餐後 （2011.10.18 - 2011.12.20）          |

| 日本富士電視台 週一晚間九點連續劇星期一21:00至21:54 | 日本富士電視台 週一晚間九點連續劇星期一21:00至21:54       | 日本富士電視台 週一晚間九點連續劇星期一21:00至21:54 |
| --------------------------------------------------- | --------------------------------------------------------- | --------------------------------------------------- |
|                                                     | 絕對零度～未然犯罪潛入搜查～ （2018.07.09 - 2018.09.10）  |                                                     |
| 行骗天下JP （2018.04.09 - 2018.06.11）              | SUITS無照律師 （2018.10.08 - 2018.12.17）                 |                                                     |
| 夏洛克：未敘之章 （2019.10.07 - 2019.12.16）        | 絕對零度～未然犯罪潛入搜查～2 （2020.01.06 - 2020.03.16） | SUITS無照律師 2 （2020.04.13－2020.10.19）          |

| 台灣緯來日本台 星期一至五21:00至22:00      | 台灣緯來日本台 星期一至五21:00至22:00                           | 台灣緯來日本台 星期一至五21:00至22:00    |
| ------------------------------------------ | --------------------------------------------------------------- | ---------------------------------------- |
|                                            | 絕對零度 （2011.02.07 - 2011.02.21）                            |                                          |
| 不良仔與眼鏡妹 （2011.01.19 - 2011.02.01） | 白色榮光SP 第2彈 （2011.02.22 - 2011.02.23）                    |                                          |
| 星期一至五22:00至23:00                     |                                                                 |                                          |
| 媽媽們的戰爭 （2012.10.02 - 2012.10.16）   | 絕對零度SP （2012.10.17） 絕對零度2 （2012.10.18 - 2012.11.01） | 糸子的洋裝店 （2012.11.05 - 2013.01.15） |

| 香港 有線娛樂台 星期日 22:00-23:00       | 香港 有線娛樂台 星期日 22:00-23:00                                                 | 香港 有線娛樂台 星期日 22:00-23:00         |
| ---------------------------------------- | ---------------------------------------------------------------------------------- | ------------------------------------------ |
|                                          | 絕對零度 （2011.03.27 - 2011.05.08）                                               |                                            |
| 通天神探梅鐸 （2010.12.19 - 2011.03.20） | 刑偵相棒終極回歸 即相棒Season 9 （2011.05.15 - 2011.09.25）                        |                                            |
| 星期六 14:00-16:00                       |                                                                                    |                                            |
| 拜託小姐 （2011.10.01 - 2011.12.10）     | 絕對零度之動物殺機 （2011.12.17） 絕對零度之最終犯 （2011.12.24）                  | 我女友是九尾狐 （2011.12.31 - 2012.03.10） |
| 星期一至五 23:30-00:30                   |                                                                                    |                                            |
| 守護Boss （2012.02.07 - 2012.03.09）     | 絕對零度 足本版11集 （2012.03.12 - 2012.03.26）                                    | Sign 法證狂人 （2012.03.27 - 2012.04.30）  |
| 星期日 22:00-23:00                       |                                                                                    |                                            |
| （2012.03.04 - 2012.05.13）              | 絕對零度(劇場版) （2012.05.20 - 2012.05.27） 絕對零度2 （2012.06.03 - 2012.08.12） | (第十季) （2012.08.19 - 2013.01.20）       |
| 香港 有線第1台 星期一至五 23:00-00:00    |                                                                                    |                                            |
| 最佳愛情 （2012.08.13 - 2012.09.11）     | 絕對零度 （2012.09.12 - 2012.09.26） 絕對零度(劇場版) （2012.09.27 - 2012.09.28）  | 唐宮美人天下 （2012.10.01 - 2012.11.16）   |

| 香港 有線劇集台 星期日 21:00-22:00 | 香港 有線劇集台 星期日 21:00-22:00                    | 香港 有線劇集台 星期日 21:00-22:00 |
| ---------------------------------- | ----------------------------------------------------- | ---------------------------------- |
|                                    | 絕對零度3(未然犯罪搜查科) （2018.12.15 - 2019.02.17） |                                    |
| 信號 （2018.10.06 - 2018.12.08）   | 變身特派員 重播 （2019.02.23 - ）                     |                                    |

| 香港 香港開電視 星期日（星期六深夜） 00:30 - 01:30 7月7日 00:30-01:45 9月8日暫停播映 | 香港 香港開電視 星期日（星期六深夜） 00:30 - 01:30 7月7日 00:30-01:45 9月8日暫停播映 | 香港 香港開電視 星期日（星期六深夜） 00:30 - 01:30 7月7日 00:30-01:45 9月8日暫停播映 |
| ------------------------------------------------------------------------------------ | ------------------------------------------------------------------------------------ | ------------------------------------------------------------------------------------ |
|                                                                                      | 絕對零度3 （2019.07.07 - 2019.09.15）                                                |                                                                                      |
| 信號 （2019.04.21 - 2019.06.30）                                                     | 警視廳搜查一課長3 （2019.09.22 -）                                                   |                                                                                      |